# Kuźma Koszelew
Kuźma Fiodorowicz Koszelew (ros. Кузьма Фёдорович Кошелев, ur. 1900 we wsi Titowka w guberni mohylewskiej, zm. ?) – radziecki działacz państwowy.

## Życiorys
W latach 1919–1920 służył w białej armii adm. Kołczaka, a 1920–1928 w Armii Czerwonej, 1920–1921 był słuchaczem szkoły wojskowo-politycznej. Od 1922 należał do RKP(b), studiował na Wydziale Historycznym Uniwersytetu Dalekowschodniego, później Wyższej Szkole Partyjnej przy KC WKP(b). W latach 1929–1931 był zastępcą kierownika krasnojarskiego oddziału Głównego Zarządu Północnej Drogi Morskiej przy Radzie Komisarzy Ludowych ZSRR, 1931–1932 kierownikiem spółdzielni spożywców, od kwietnia 1932 do listopada 1933 dyrektorem Syberyjskiego Instytutu Dróg Samochodowych w Omsku, później zastępcą przewodniczącego Komitetu Wykonawczego Rady Miejskiej Omska. W latach 1937–1941 był sekretarzem Komitetu Wykonawczego Omskiej Rady Obwodowej, od 1941 do sierpnia 1944 zastępcą przewodniczącego Komitetu Wykonawczego Omskiej Rady Obwodowej, następnie przewodniczącym Komitetu Wykonawczego Tiumeńskiej Rady Obwodowej. Był odznaczony Orderem Czerwonego Sztandaru (1924) i Orderem Znak Honoru.